# Картозіо
Картозіо (італ. Cartosio, п'єм. Cartòs) — муніципалітет в Італії, у регіоні П'ємонт,  провінція Алессандрія.
Картозіо розташоване на відстані близько 450 км на північний захід від Рима, 80 км на південний схід від Турина, 40 км на південний захід від Алессандрії.
Населення — 765 осіб (2014).
Щорічний фестиваль відбувається 30 листопада. Покровитель — Андрій Первозваний.

## Демографія
Населення за роками:

Станом на 1 січня 2023 року в муніципалітеті офіційно проживав 81 іноземець з 17 країн, серед них 28 громадян країн Євросоюзу та 4 громадяни України.

## Сусідні муніципалітети
- Кастеллетто-д'Ерро
- Каваторе
- Мальвічино
- Мелаццо
- Монтек'яро-д'Аккуї
- Парето
- Понцоне